# Polypodium sordidulum
Polypodium sordidulum là một loài dương xỉ trong họ Polypodiaceae. Loài này được Maxon & Weath. mô tả khoa học đầu tiên năm 1927.
Danh pháp khoa học của loài này chưa được làm sáng tỏ. 